# Pałasz waloński

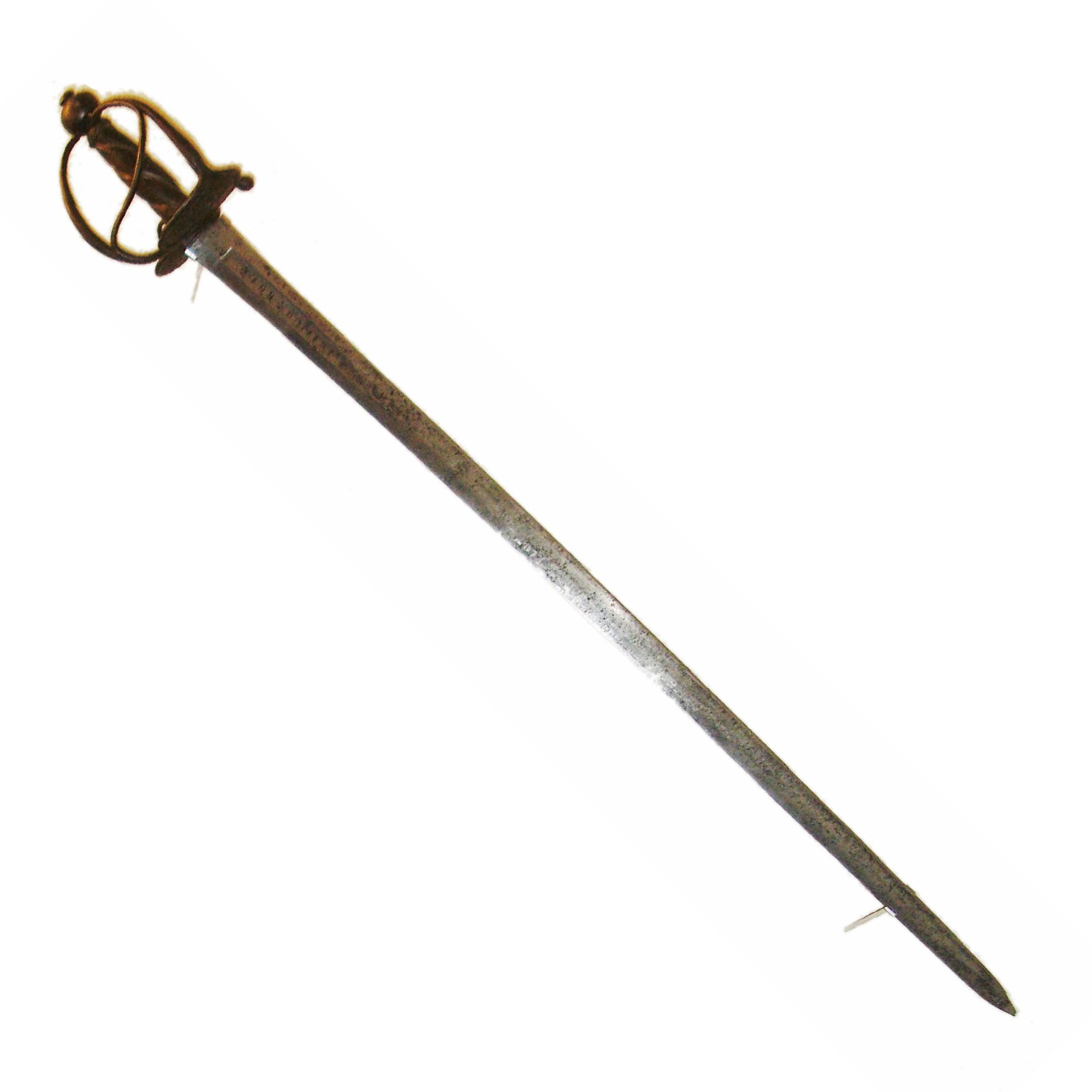
Pałasz waloński

Pałasz waloński – pałasz, broń biała jazdy francuskiej z pierwszej połowy XVII wieku, będąca konstrukcyjnie formą pośrednią między szablą i rapierem. Zwany często błędnie szpadą walońską.
Charakteryzował się długą, prostą i obosieczną (czasem jednosieczną) głownią z podłużną ością, rękojeścią typu zachodnioeuropejskich rękojeści szablowych z jelcem krzyżowo-tarczowo-kabłąkowym, paluchem (nad tarczką od strony wewnętrznej) przeznaczonym do przełożenia kciuka dla pewniejszego uchwytu, ale bez ricassa. Bronią tą, przeznaczoną tak do cięcia, jak i do kłucia, walczono jak szablą.
W drugiej połowie XVII wieku rozpowszechnił się w Niemczech, będąc w użyciu zarówno w rajtarii, jak i w piechocie. W Polsce mógł być stosowany przez Szwedów lub przez zaciężne oddziały niemieckie.
Rękojeść tej broni stanowiła punkt wyjścia do wykształcenia się opraw rękojeści szpad XVIII-wiecznych.